# Pinctada
Pinctada es un género de ostras de agua salada, moluscos bivalvos marinos de la familia Pteriidae, las ostras perleras. Estas ostras tienen una capa interior fuerte compuesta de nácar, también conocida como «madreperla».
Las ostras perleras no están estrechamente relacionadas con las ostras comestibles de la familia Ostreidae, ni con los mejillones perlíferos de agua dulce de las familias Unionidae y Margaritiferidae.
Pinctada margaritifera y P. maxima se utilizan para el cultivo de perlas del Mar del Sur y de Tahití. Se cultivan amplia y principalmente en el Indo-Pacífico central y oriental. Se puede ver una ostra perlera en el reverso del billete de 1.000 pesos de las Filipinas.